# José Dellagiovanna
José Dellagiovanna (Buenos Aires, 21 de abril de 1886 - Tigre, 7 de mayo de 1934) fue el principal socio fundador, primer presidente y alma mater del Club Atlético Tigre.
Con tan solo 16 años fue el ideólogo primario del nacimiento de una institución que con el tiempo se convertiría en la más popular de la Zona Norte del Gran Buenos Aires.

## Historia
El 3 de agosto de 1902, un grupo de jóvenes de la localidad de Tigre, entusiasmados por el espectáculo que brindaban los equipos de jugadores, en casi su totalidad extranjeros, que practicaban fútbol en Buenos Aires, resolvieron fundar un club que se dedicase a la práctica de este deporte. Miembro descollante de ese grupo fue José Dellagiovanna, por eso al concretarse esa aspiración, en la fundación del por aquel entonces Club Atlético Juventud del Tigre, fue elegido para ocupar la primera presidencia.
En su gestión consiguió la afiliación a la Asociación del Fútbol Argentino y llegar rápidamente a la Primera División de Argentina. Luego cedió el cargo supremo a personas con mayor experiencia. Además de socio fundador y presidente, ocupó los más diversos cargos: tesorero, intendente, gerente, canchero y cobrador. También oficiaba de hacedor de socios.
En los primeros años se destacó como jugador y capitán del equipo superior. Se desempeñaba como back izquierdo, hasta que un accidente que sufrió durante un encuentro, lo alejó definitivamente de la práctica activa del deporte.
En su honor, el Estadio José Dellagiovanna lleva su nombre y en cada aniversario de su natalicio se celebra el Día del Socio Vitalicio.